# 양강교 버스 추락 사고
양강교 버스 추락 사고는 1985년 1월 11일에 발생한 추락 사고이다. 대형 추락 사고로 꼽히며, 버스에는 총 39명(버스 기사 포함)이 타고 있었고 대전에서 무주까지 운행하는 고속버스였다. 총 38명이 죽고 1명이 생존했으며, 사고 수습에는 400여 명이 동원되었다고 한다.

## 사고 원인
사고 원인은 여러 가지이다. 첫 번째는 빙판길이다. 1월이라 눈이 많이 내렸고 블랙아이스가 껴서 버스가 많이 휘청거렸다. 양강교를 반쯤 건넜을 때, 빙판길에 미끄러져 왼쪽 난간을 뚫고 버스가 그대로 추락했다. 두 번째는 버스기사 과실이다. 버스기사가 버스를 너무 빨리 몰아 빙판길에 더욱 세게 미끄러졌던 것이다. 만약 버스기사가 버스를 안전하게 몰았다면 빙판길에 미끄러져 추락할 만큼 미끄러지지는 않았을 것이다.

## 생존자
살아남은 사람은 오직 한명(강유일)이다. 버스가 추락할 때 낌새를 알아차리고는 버스에서 떨어져 강에 빠졌던 것이다. 그는 수영 실력이 좋아서 강에서 헤엄치는 도중 구조되었다.

## 구조 작업
약 400여 명의 인력과 응급차, 소방차, 헬리콥터, 도르래 기기, 사다리 등을 동원해 구조 작업을 실시했다. 응급차는 생존자 구조, 헬리콥터는 시신 이송, 도르래는 추락한 버스를 끌어올리는 데 각각 사용되었다.

### 마무리
이 사건을 계기로 정부는 블랙아이스를 제거하고 운전자 과실을 엄하게 벌하는 등 대책을 실천하게 되었다.